# Nico Segal
Nico Segal, dříve Donnie Trumpet, (* 25. června 1993) je americký trumpetista. V roce 2009 spoluzaložil skupinu Kids These Days, která se rozpadla po čtyřech letech existence roku 2013. Již v roce 2012 vydal svůj první sólový mixtape s názvem Illasoul: Shades of Blue. V červnu 2013 vydal sólové EP nazvané Donnie Trumpet EP. Později toho roku zformoval skupinu The Social Experiment, v níž s ním působil například rapper Chance the Rapper. V roce 2015 vydal svou první dlouhohrající desku Surf. Roku 2016 hrál na albu Earth kanadského hudebníka Neila Younga. V listopadu 2016 oznámil v reakci na vítězství Donalda Trumpa na post prezidenta USA změnu svého dosavadního pseudonymu Donnie Trumpet na Nico Segal. Ve stejné době spolupracoval se zpěvákem Paulem Simonem na písni „Stranger“. V roce 2017 dal dohromady skupinu The JuJu, která téhož roku vydala své první album Exchange, na němž se podílela například zpěvačka Jamila Woods.